# Barquillita
La barquillita es un mineral, un sulfuro de cobre, cadmio y germanio, descubierto en ejemplares procedentes de la mina Fuentes Villanas, cerca del pueblo de Barquilla, en Villar de la Yegua, Salamanca (España), que consecuentemente es su localidad tipo. El nombre hace referencia precisamente a esa localidad.

## Propiedades físicas y químicas
La barquillita se ha encontrado como plaquetas microscópicas de un tamaño de hasta 50 micras, formando granos aislados en sericita o asociados a tetraedrita, calcopirita y otros sulfuros. El diminuto tamaño de grano chace que no se le haya podido asignar un color a escala macroscópica. Mediante microscopía de luz reflejada, el color observado es gris con tonos violeta pálido. Además de los componentes de la fórmula, la barquillita contiene ocasionalemente trazas de hierro, estaño, manganeso  o zinc.

## Yacimientos
La barquillita es un mineral extraordinariamente raro. Hasta el momento, solamente se ha encontrado en la localidad tipo, y en muy pocos ejemplares. Esta localidad, la mina Fuentes Villanas, es una antigua explotación de minerales de estaño (casiterita) en la que aparecen diseminados algunos sulfuros y sulfosales, tanto en los filones mineralizados como en el encajante en contacto. La barquillita aparece en la segunda de estas paragénesis. Otros minerales que la acompañan son la mawsonita, mohita, antimonpearceita  y estannoidita.